# 島津久寛 (都城家)
島津 久寛（しまづ ひさひろ）は、江戸時代末期（幕末）の薩摩藩士。都城私領主である都城島津家26代当主。

## 生涯
安政6年（1859年）、25代当主島津久静の嫡男に生まれる。文久2年（1862年）、島津久光（久寛の母方の祖父）の命により禁裏警護のため上洛中だった父・久静が伏見にて病死したため、4歳で家督を相続する。すでに隠居していた祖父の久本が後見役となった。島津宗家からは従来どおり鹿児島藩の東境の藩屏および東目海岸防禦総頭取を命じられるが、久寛は年少であり久本は高齢であるので、久本の三男（久寛の父方の叔父）北郷資恭を陣代として総轄させた。
文久3年（1863年）、薩英戦争に際し、陸戦に備え陣代の資恭以下家臣600余名を鹿児島へ派遣する。また不測の事態に備え、都城領の飛地である志布志湾沿岸の菱田にも家臣を駐屯させた。
慶応元年（1865年）、島津宗家の命により、三条実美ら五卿を警護するため大宰府に家臣14名を派遣し、13か月間護衛の任に当たる。同2年（1866年）、家臣数名を長崎へ派遣し、乃武館にて英国式兵術を学ばせるとともに洋式銃数百丁を購入する。彼らの帰国後、都城に練兵場および射的場を開設し、兵士の鍛錬を行う。小銃21小隊および大砲1隊を編成し、有事に備える。これより先に、都城領内では家臣が保守派（佐幕派）と誠忠派（尊皇派）に分裂しており、幕府の取締を危惧した保守派の家老北郷資雄らは、誠忠派の志士15名を謹慎、遠島などの厳しい処分に処した（誠忠派崩れ、または都城崩れ）が、誠忠派が島津宗家に処分の不当性を訴え、藩家老桂久武の詮議の結果、処分は取り消される。
戊辰戦争には薩摩藩の一員として、都城一番隊123名および都城二番隊59名を出兵させる。都城一番隊は鳥羽・伏見の戦い、江戸城明け渡し、二本松城攻め、若松城攻めに従軍し、明治元年（1868年）に都城に凱旋する。都城二番隊は仙台、石巻に進撃し、明治2年（1869年）に都城に凱旋する。また、佐幕派であった延岡藩に備えるため日向細島にも家臣を派遣する。この戊辰戦争の功績により、都城島津家は後に男爵を授けられた。
なお、伏見にて6名の都城一番隊隊員が夜間斥候中に新選組と遭遇し、発砲されたが戦わなかったのは卑怯未練であるとの謗りを受け、その後、前線から後方へ配置換えとなった。配置換えは通常の作戦行動の一環であり、この件とは無関係であった。しかし責任を痛感した6名は切腹を望んだが許可されず、駐屯地である東寺にて自刃して果てるという悲劇が起こっている（六士斥候事件）。ちなみに六士のひとり内藤将左衛門は、陸軍元帥上原勇作の実兄である。
明治2年（1869年）、版籍奉還に倣い私領を返上し、鹿児島へ移住する。この時の石高は3万9千6百余石、領民は2万843人。替わりに都城地頭として鹿児島から三島通庸が赴任するが、旧領主を慕う都城の家臣や領民は、知藩事の例に準じ久寛を地頭に任命するよう強く要望する。一篇の書を献じて久寛を地頭に任命するよう要請した都城の学者高野安恒は三島の怒りを買い、士籍を剥奪されている。一方で、地頭役宅の大きな門標札を何者かが溝に投げ捨てるという事件も発生している。排斥された三島は一旦鹿児島へ引き揚げ、都城地域の調査研究を行い、地域を上荘内郷、下荘内郷、梶山郷に分割し、領民を分断して支配する三郷分割と、領民の農耕地の割振りを総替えする大御支配の2大方針により以後の統治を行った。
明治10年（1877年）、西南戦争が勃発する。都城地域からは1550名が西郷軍に参加する。久寛は中立を保つため、島津宗家の久光や忠義らとともに桜島へ避難した。旧家臣105名も久寛を警護するためこれに随っている。
明治12年（1879年）、旧家臣らの要請に応じ、鹿児島から都城へ復帰する。従来の領主館は小学校用地に提供していたため、早鈴町芳井崎に新たに邸を構える。
明治17年（1884年）、都城にて26歳で病死した。龍峰寺に葬られた。嗣子なく、遺言により従弟（久静の実弟北郷久政の子）の久家が家督を相続した。
明治40年（1907年）、従四位を追贈された。

## 小説
- 田代義博『都城幕末伝』To写堂、2008年